# Tibouchina silvestris
Tibouchina silvestris är en tvåhjärtbladig växtart som beskrevs av Todzia och Frank Almeda. Tibouchina silvestris ingår i släktet Tibouchina och familjen Melastomataceae. Inga underarter finns listade i Catalogue of Life.